# Roberto Crudeli
Roberto Crudeli (Forte dei Marmi, 20 dicembre 1963) è un allenatore di hockey su pista ed ex hockeista su pista italiano, allenatore dell'Hockey Club Forte dei Marmi.

## Carriera
Cresce nella squadra della sua città che lo fa debuttare in Serie A1  giovanissimo. Si fa notare subito per le sue doti tecniche e fisiche.
Nella stagione 1984-85 la carriera sportiva di Roberto Crudeli ha una svolta: il Forte, per la prima volta della sua storia, vince la stagione regolare e Roberto si guadagna le prime convocazioni con la Nazionale. Non riesce però a vincere lo scudetto perché il Forte dei Marmi esce sconfitto in semifinale dal Bassano. Il campionato andrà poi all'Hockey Novara di Stefano Dal Lago e Massimo Mariotti, futuri compagni di nazionale. Lasciata Forte dei Marmi nell'estate del 1985, destinazione Amatori Vercelli, la sua carriera spicca il volo.
Vince scudetti, coppe Italia, coppe europee con la maglia dell'Hockey Novara e soprattutto si laurea due volte Campione del Mondo nel 1986 e nel 1988 e una Campione d'Europa con la nazionale italiana.
Partecipa sempre con l'Italia alle Olimpiadi di Barcellona dove vince la medaglia di bronzo a spese del Portogallo. Nel 1993 ai Campionati del Mondo giocati a Sesto San Giovanni l'Italia arriva ancora una volta alla finale, ma Crudeli e i suoi compagni non riescono nello storico "tris": è il Portogallo infatti a laurearsi Campione del Mondo.
L'avventura con la nazionale finisce qui ma non la sua carriera; un anno all'OC Barcelos, uno al Reus Deportiu, poi nuovamente HC Forte dei Marmi, Hockey Novara e Amatori Lodi, con le parentesi di Bassano 54 e Prato Primavera.
Dalla stagione 2009/10 è tornato nella squadra che lo aveva lanciato, accettando il doppio ruolo di allenatore/giocatore e vincendo lo scudetto 2013/14. Viene esonerato dal Forte dei Marmi nella primavera del 2015.
Nella stagione 2015/16 ha partecipato al campionato di Serie A2 come allenatore/giocatore della Roller Hockey Scandiano. Si è ritirato come giocatore il 13 marzo 2018.

## Palmarès

### Club

#### Competizioni nazionali
- Campionato italiano: 6

Amatori Vercelli: 1985-1986
Novara: 1992-1993, 1993-1994, 1994-1995
Forte dei Marmi: 2013-2014, 2014-2015
- Coppa Italia: 3

Novara: 1992-1993, 1993-1994, 1994-1995
- Supercoppa italiana: 1

Forte dei Marmi: 2014

#### Competizioni internazionali
- Coppa CERS/WSE: 3

Amatori Vercelli: 1987-1988
Novara: 1991-1992, 1992-1993

#### Nazionale
- Campionato mondiale: 2

Sertãozinho 1986, La Coruña 1988
- Campionato europeo: 1

Lodi 1990